# Bugaj (Dąbrowa Górnicza)
Bugaj – od 1977 dzielnica Dąbrowy Górniczej. Sąsiaduje z dzielnicami Sikorka i Tucznawa. Zabudowę stanowią domki jednorodzinne o charakterze wiejskim, z przyległymi do nich ogrodami i sadami.

## Historia
Na przełomie XV i XVI wieku istniał tu młyn wodny o nazwie "Somorz". Natomiast na przełomie XVIII oraz XIX wieku znajdował się tu dwór wraz z parkiem i folwarkiem, należący do rodziny Dobrowolskich. W parku znajduje się pomnik przyrody: zespół 20 lip, buk i grusza o obdwodach pni od 140 do 360 cm. Od 1848 roku w pobliżu wsi przechodzi linia kolejowa Drogi Żelaznej Warszawsko – Wiedeńskiej (najbliższa stacja – Dąbrowa Górnicza Sikorka).
W okresie międzywojennym Bugaj należał do gminy Rokitno-Szlacheckie. Po II wojnie światowej przechodziły kolejno pod administrację gminy Rokitno-Szlacheckie (1945-1947), gminy Łazy (1949-1954), gromady Chruszczobród (1954-66), gromady Tucznawa (1967-72), gminy Ząbkowice (1973-1975), miasta Ząbkowice (1975-1977) i wreszcie miasta gminy Dąbrowy Górniczej od 1 lutego 1977.
Od 19 stycznia 1985 dzielnica należy do parafii pw. Przemienienia Pańskiego w Tucznawie.